# Diplodira jamaicalis
Diplodira jamaicalis är en fjärilsart som beskrevs av William Schaus 1916. Diplodira jamaicalis ingår i släktet Diplodira och familjen nattflyn. Inga underarter finns listade i Catalogue of Life.